# Глиняные таблички

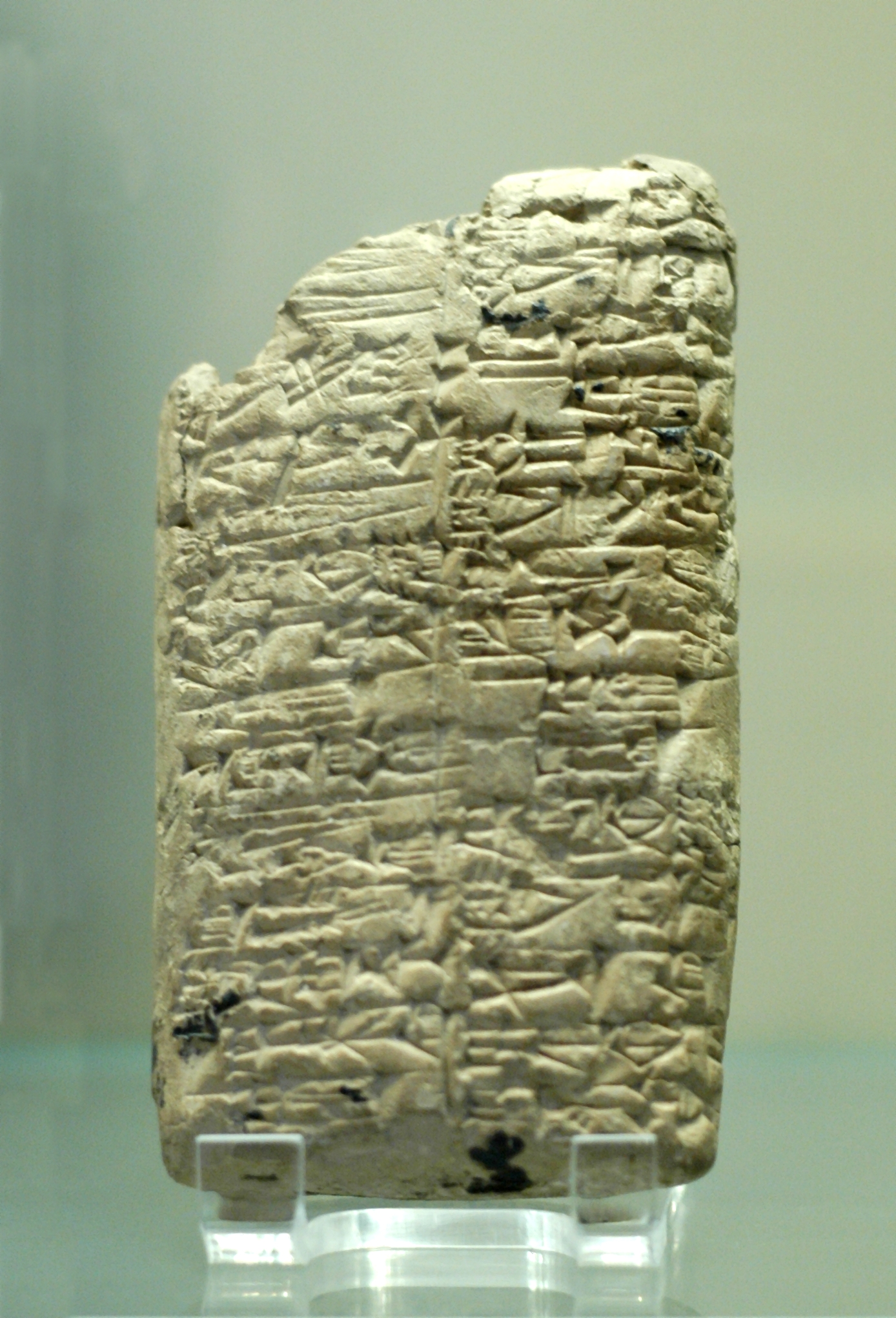
Список побед Римуша, царя Аккада над Апалкамашем, царём Варахсе и эламскими городами (ок. 2270 год до н. э.). Лувр. Париж

Глиняная табличка,  туппу́м (аккад. ṭuppu(m) 𒁾; мн. ч. туппу́мы) — это одна из первых материальных основ для книги, появившаяся около 3500 лет до н. э. в Месопотамии. Глина и её производные (черепки, керамика) была, вероятно, наиболее древним материалом для книг. Ещё шумеры и аккадцы лепили плоские кирпичики-таблички и писали на них трёхгранными палочками, выдавливая клинообразные знаки.
Таблички высушивались на солнце или обжигались в огне. Затем готовые таблички одного содержания укладывались в определенном порядке в деревянный ящик — получалась глиняная клинописная книга. Её достоинствами были дешевизна, простота, доступность. К ящику с табличками прикреплялся глиняный ярлык с названием произведения, именами автора, владельца, богов-покровителей — своеобразный титульный лист. Из глины же делались каталоги — клинописные перечни хранящихся книг.
В 1849 году английский путешественник О. Г. Лейард при раскопках холма на берегу реки Тигр под слоем земли обнаружил развалины дворца царя Ашшурбанипала — правителя древнего государства Ассирии. Среди прочих находок в ниневийском дворце оказалось около 30 тысяч небольших глиняных табличек, исписанных мелкими клинообразными значками.